# Nanckenreuth

Wappen der Familie von Nanckenreuth nach Siebmachers Wappenbuch

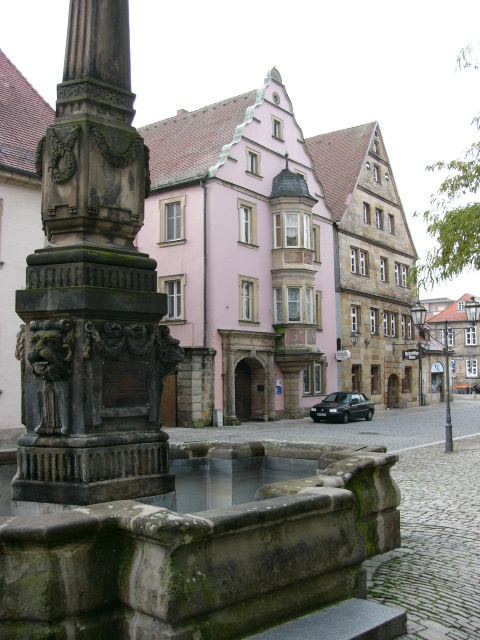
Das Seckendorffer und das Nanckenreuther Burggut in Bayreuth

Die Familie von Nanckenreuth, auch Nankenreuth oder Nanckenreith, war ein fränkisches Adelsgeschlecht.

## Geschichte
Die Familie von Nanckenreuth hatte mit dem Rittergut Schreez Besitz im heutigen Bayreuther Raum, bestehend aus Haag (Hagennohe) und Unternschreez. Sie war auch im Ritterkanton Gebürg organisiert (siehe auch Liste fränkischer Rittergeschlechter). Als besonderes Privileg galt der Besitz eines Burggutes innerhalb der Bayreuther Stadtmauern. Apollonia von Nanckenreuth war die Mutter des Hochmeisters Johann Kaspar von Stadion (1567–1641). Johann Heinrich von Nanckenreuth war 1559 Bamberger Domkapitular (siehe auch Liste der Bamberger Domherren). Die Familie starb 1613 aus.
Johann Gottfried Biedermann stellte 1747 in seiner Genealogie der Familie Nanckenreuth fest, dass ein gleichnamiger Ort unbekannt ist. Lediglich 17 Familienmitglieder bilden den Stammbaum, der Anfang des 16. Jahrhunderts mit Egidius von Nanckenreuth beginnt. Zu den verwandten Geschlechtern zählten vorwiegend lokale Adelsfamilien: Adolzheim, Bibra, Blumenthal, Gundelsheim zu Schwaningen, Gundelsheim zu Steinhart, Guttenberg, Künsberg und Leonrod.

## Wappen
Der Wappenschild zeigt eine silberne lilienförmige Spießspitze – ein Feuerhaken, der auch als Nanken bezeichnet wird, auf rotem Grund. Die Helmdecken sind Rot und Silber. Die Helmzier ist ein roter offener Flug dazwischen erneut die Spießspitze in Silber.

Wappen der Gemeinde Haag